# Склад
Склад е помещение, сграда или район, предназначени за съхраняване на стоки и ценности.
Изпълнява функцията на натрупване на резерви на материални ресурси, необходими за осигуряване на промените в търсенето и предлагането на пазара, а също така на синхронизацията на скоростта на потока от товари.
Обикновено представляват огромни зали с високи тавани в индустриалните части на градовете. Използват се от производотели, износители, вносители, търговци и трнспортни работници. Има място за товарене и разтоварване на стоката. Много често складовете се строят до железопътни гари, пристанища или летища.
Има производствени, военни, сезонни и други видове складове. По друг критерий могат да се разделят на закрити, полузакрити и открити.